# 용기사07
용기사07 또는 류키시07(竜騎士07 류유키시제로나나[*], 1973년 11월 19일 - )는 일본의 각본가, 일러스트레이터, 소설가, 만화 원작자이다. 동인 서클 07th Expansion 소속. 치바현 출신.

## 인물 소개
미술계 전문학교 졸업 후, 민간기업을 거쳐 공무원으로 근무하였다. 원래는 취미로 활동하고 있는 동인 라이터 중의 한 명이었다. (직종에 관계없이, 공무원의 겸업이나 아르바이트는 금지되고 있다.)
그러나 07th Expansion 제작의 처녀작인 쓰르라미 울 적에로, 일약 각광을 받아 그 후 파우스트에서 소설을 발표한다. 현재는 공무원을 퇴직하여, 전업 라이터로서 활동하고 있다.
초기의 쓰르라미 울 적에는 비주얼 노벨의 시나리오가 아니라 연극의 희곡으로서 처음 작성을 하게 되었다. 그러나 시나리오 컨테스트에서 탈락하면서 연극으로서는 빛을 보지 못했다. 이후, 동생이 사운드 노벨의 공부를 하고 있었던것을 계기로, 시나리오를 비주얼 노벨로서 손보아 현재의 쓰르라미 울 적에가 탄생하게 된다.
한편, 코믹 마켓에 최초 출전했을 때 쓰르라미 울 적에는 50부가 판매되었고, 이후 2번째 출전에 100부, 3번째 출전에 200부가 팔리는 등, 처음에는 그다지 주목을 받지 못하였다.
쓰르라미 울 적에는 '2차 창작이 아닌 오리지널 작품을 많이 낳는 토양'을 만들어 냈다고 여겨지는 월희 다음의 세대로서 동인 업계에 막대한 영향을 주었고, 그 이전에는 18금 작품이 거의 전부라고 할 수 있던 동인계로부터 다양한 장르의 작품을 낳는 토양을 만들어 냈다고 할 수 있다. 또, 그에 따라 이 작품에 영향을 받은 작가, 작풍, 작품도 많이 등장하게 되어, 동인계를 활성화하는 역할도 하게 되었다.
쓰르라미 울 적에 이전에는 일러스트 주체로서 동인 활동을 하고 있었기 때문에, 쓰르라미 울 적에에서도 캐릭터의 스탠딩 CG는 그가 직접 그리고 있다. 2가지 일을 함께 하게 된 이유에 대해서는 쓰르라미 울 적에를 만들기 이전에 다른 사운드 노벨의 시나리오를 담당하는 일을 했었지만, 일러스트 담당에게 차여 마지막 기획 자체가 무너졌기 때문이라고 말하고 있다.
그의 필명인 용기사07은, 파이널 판타지 V의 히로인 레나에서 유래하였으며, 쓰르라미 울 적에의 작품중에 나오는 히로인 류구 레나도 마찬가지. 또, '용기사'란 파이널 판타지 시리즈에 등장하는 직업이다.
07th Expansion은 용기사07 단독의 동인 서클이지만, 게임을 제작할때에는 가족 전원이 함께 돕는것으로 유명하다. 예를 들어, 아버지는 게임의 리얼리티를 살리기 위한 리서치(화산성 가스의 성분표를 만들거나, 폭발을 위해 어느정도의 가솔린이 필요한가 등)와 유통, 판매 부분을 담당하고 있고, 어머니는 인터넷에서 팬들의 반응을 검색하고 있으며, 동생은 게임의 프로그래밍을 담당하고 있다.

## 일러스트
그의 일러스트는 기본적으로 4등신이며, 전체적으로 둥글둥글하고, 중지와 약손가락의 경계선이 생략되어 4개의 손가락으로 보이는 큰 손(때때로 크림빵이나 야구 글로브라고 칭해짐)등, 그야말로 유래없는 특징적인 화풍을 가지고 있다. 덧붙여서, 코스프레용 의상의 원화를 의뢰받았을 때에는 제대로 된 8등신의 일러스트를 그리고 있다.
이것을 개성적이라고 해야할지 겸손한 태도라고 해야할지는 받아들이는 사람의 나름이지만, 가정용 게임에서 표현하려면 윤리적인 부분에서의 자주적인 규제가 있다. (4개의 손가락으로 보이면 손가락을 없는 장애인에 대한 배려가 결여되어 있다거나, 피차별 부락민에게의 모욕적인 제스처 등의 차별적인 의미가 있다고 오해받을 수 있지만, 용기사07 자신에게는 그러한 차별적인 의도는 없었다고 생각된다.)
이후 텔레비전 애니메이션이나 PS2 이식작 쓰르라미 울 적에 ~축제~ 에서는 다른 캐릭터 디자이너 (애니메이션판 에서는 사카이 큐우타, PS2판에서는 rato)가 기용되고 있다.
최근 작품인 괭이갈매기 울 적에에서는 쓰르라미 울 적에보다 안정적인 도안이 되었으며, 용기사07 자신이 말하기를 "이 쪽이 자신의 원래 도안에 가깝다" 라고 말하고 있다.

## 참가 작품

### 게임
- 2002 / 쓰르라미 울 적에 / 시나리오, SCG
- 2004 / 쓰르라미 울 적에 해답편 / 시나리오, SCG
- 2006 / 쓰르라미 울 적에 답례편 / 시나리오, SCG
- 2006 / 쓰르라미 데이 브레이크 / 시나리오
- 2007 / 쓰르라미 울 적에 축제편 / 시나리오 감수
- 2007 / 괭이갈매기 울 적에 / 시나리오, SCG
- 2008 / 리라이트 / 시나리오 (Key)
- 2009 / 오오카미카쿠시 / 시나리오 (코나미)
- 2011 / 피안화 피는 밤에 / 시나리오, SCG
- 제작중 / ROSE GUNS DAYS / 시나리오

### 코믹스
- 2005 / 쓰르라미 울 적에 오니사라시 편 / 원작
- 2005 / 괴담과 춤춰, 당신은 계단에서 구른다 / 원작
- 2006 / 쓰르라미 울 적에 우츠츠코와시 편 / 원작
- 2006 / 쓰르라미 울 적에 요이고시 편 / 원작
- 2007 / 힉교 요괴 기행 ~요우~ / 원작
- 2010 / 피안화 피는 밤에 / 원작

### 소설
- 2005 / 괴담과 춤춰, 당신은 계단에서 구른다
- 2007 / 학교 요괴 기행 제8괴담 모집중
- 2007 / 베로키아 용기병 이야기
- 2007 / 쓰르라미 울 적에
- 2009 / 괭이갈매기 울 적에

### 일러스트
- 2005 / 파니포니 대쉬! / 17화 ED 카드 일러스트
- 2006 / 쾌도천사 트윈엔젤 / 일부 보너스 그림
- 2008 / 칸나기 / 2권에서 원작자인 타케나시 에리와 합작 핀업 일러스트

### 영화
- 2008 / 쓰르라미 울 적에 The Movie / 원작
- 2009 / 쓰르라미 울 적에 誓 The Movie / 원작